# ポル・リロラ
ポル・ミケル・リロラ・コソク（Pol Mikel Lirola Kosok, 1997年8月13日 - ）は、スペイン・バルセロナ県・ムリェード・ダル・バリェース出身のサッカー選手。オリンピック・マルセイユ所属。ポジションはディフェンダー (右サイドバック)。

## 経歴

### クラブ
スペイン・カタルーニャ州バルセロナ県のムリェード・ダル・バリェースで生まれ、RCDエスパニョールの下部組織に入団した。2014年にセグンダ・ディビシオンB（3部）に所属するセカンドチームでデビュー。2015年にはユヴェントスFCの下部組織へ1年レンタル移籍し後に完全移籍。
その後さらに2年間のレンタルでセリエAのUSサッスオーロ・カルチョにレンタル移籍し、初出場となった2016年9月15日のUEFAヨーロッパリーグ・アスレティック・ビルバオ戦において、右サイドをドリブルで駆け上がり貴重な先制点をあげた。2018年1月、サッスオーロへ完全移籍した。
2019年8月1日、ACFフィオレンティーナへ買い取り義務付きのレンタル移籍。
2021年1月12日、オリンピック・マルセイユへ買取オプション付きのシーズン終了までのレンタル移籍。
2021年8月23日、オリンピック・マルセイユと5年契約を結んだ。2022年8月12日、2022-23シーズンはエルチェCFにレンタル移籍することが決定した。